# 華裔孟加拉人
中國和孟加拉國地理上相當接近接近，只以西里古里走廊相隔。根據二零一五年的人口統計，約有一萬多名中國人生活在孟加拉國，其中多數住在達卡或吉大港，擔任外交官或任職於外商公司。中餐在孟加拉也相當普遍，當地還有孟加拉式中餐。另外中國婦女在達卡經營的美容院聲譽也相當優良。
2010年11月，中國海軍醫療船“和平方舟號”停靠在吉大港，以提供人道主義醫療服務，政府官員，武裝部隊人員，中國公民駐紮在孟加拉國和開展醫療使命交流。在2010年中國國家副主席習近平，訪問該國，並會見了當地華人社區的代表。
當地華裔社群也會慶祝每年的中秋節與中國新年。孟加拉還有本地的非官方組織孟中人民友好協會（BCPFA），自1986年開始活躍。

## 相關歷史
根據英文版維基百科資料（Chinese people in Bangaladesh ), 有壹名叫黃紹才的華人於西元一七九六年在孟加拉辭世，安葬在達卡的基督教徒墓園. 這反映了十八世紀中後期已經有華人在孟加拉聚居，並落地生根.